# Špičák (berg i Tjeckien, Liberec, lat 50,70, long 14,55)
Špičák är ett berg i Tjeckien.   Det ligger i regionen Liberec, i den norra delen av landet, 70 km norr om huvudstaden Prag. Toppen på Špičák är 420 meter över havet, eller 134 meter över den omgivande terrängen. Bredden vid basen är 3,8 km.
Terrängen runt Špičák är platt åt sydost, men åt nordväst är den kuperad.Runt Špičák är det tätbefolkat, med 369 invånare per kvadratkilometer. Närmaste större samhälle är Česká Lípa, 2,1 km söder om Špičák. Runt Špičák är det i huvudsak tätbebyggt.